# Tianna Hawkins
Pour les articles homonymes, voir Hawkins.
Tianna Hawkins est une joueuse de basket-ball américaine, née le 2 mars 1991 à Washington D.C..

## Biographie

### Carrière universitaire
Excellente élève (ACC All-Academic Team en 2010), elle s'impose aussi sportivement en établissant un nouveau record de rebonds de l'université avec 24 prises contre Wake Forest le 19 janvier 2012. Cette saison-là, elle obtient le meilleur pourcentage d'adresse de toute la NCAA avec 62,3% de réussite. En senior, ses moyennes sont de 18,0 points et 9,7 rebonds par rencontre, conduisant Maryland jusqu'au Sweet Sixteen.

### WNBA
Elle est draftée en 6e position par le Storm de Seattle. Pour sa saison rookie, elle participe à 33 rencontres pour une moyenne de 3,4 points par rencontre, réussissant même 5 tentatives sur 21 à trois points. Sa meilleure sortie est réalisée face au Shock de Tulsa le 22 juin 2013 avec 17 points en 24 minutes. Le jour de la draft 2014, elle est échangée avec la rookie Bria Hartley contre Crystal Langhorne et envoyée aux Mystics de Washington.
Fin août, les Mystics annoncent la rupture de son contrat avant la fin de la saison WNBA 2016 alors qu'elle avait des statistiques de 4,7 points et 2,5 rebonds par rencontre. 

### Étranger
À l'issue de sa première saison WNBA, elle rejoint le club de Sopron en Hongrie pour 16,1 points par match et 6,2 rebonds par match en Euroligue. Pour 2014-2015, elle rejoint le club chinois de Henan Yichuan. Enceinte, elle met rapidement un terme à son engagement et donne naissance à son fils en juin 2015. Elle reprend la compétition en janvier 2016 à Toulouse.

## Clubs

### NCAA
- 2009-2013 : Terrapins du Maryland

### WNBA
- 2013 : Storm de Seattle
- 2014-2020 : Mystics de Washington
- 2021- : Dream d'Atlanta

## Étranger
- 2013-2014 :  UNIQA Euroleasing Sopron
- 2014-2015 :  Henan Yichuan
- 2015-2016 :  Toulouse Métropole Basket

## Palmarès
- Championne WNBA 2019

## Distinctions personnelles
- All-ACC Team (First Team, 2013; Second Team, 2012[4])